# Huyshe Yeatman-Biggs
Huyshe Wolcott Yeatman-Biggs (2 febbraio 1845 – 14 aprile 1922) è stato un vescovo anglicano britannico della Chiesa d'Inghilterra: fu l'unico vescovo suffraganeo di Southwark (nella diocesi di Rochester); fu vescovo di Worcester e, successivamente, primo vescovo di Coventry dopo la restaurazione della sede.

## Biografia
Yeatman-Biggs nacque nel 1845, figlio di Harry Farr Yeatman, JP, dal matrimonio con Emma, figlia ed erede di Harry Biggs, di Stockton House, Wiltshire. Ha studiato al Winchester College e all'Emmanuel College, dove è stato uno studente Dixie, e infine nel 1905 fu un membro onorario. Venne ordinato nel 1869 e, dopo un incarico a Salisbury, divenne cappellano della diocesi nel 1875. Nello stesso anno ha sposato Lady Barbara Legge, quarta figlia del Conte di Dartmouth.
Successivamente divenne vicario di Netherbury e Sydenham prima di diventare vescovo di Southwark (un vescovo suffraganeo della diocesi di Rochester) nel 1891, incarico che ha mantenuto per quattordici anni prima della nomina a Vescovo di Worcester nel 1905. Durante i suoi anni lì Yeatman-Biggs strinse forti legami con la Chiesa episcopale degli Stati Uniti. Nel 1898, ereditò la tenuta di suo fratello, General Yeatman-Biggs CB, e ha assunto il nome aggiuntivo di Biggs con licenza reale.
Nel 1918 si assunse il compito di far rivivere la diocesi di Coventry, durante questi anni si impose alla ribalta nazionale quando un avventuriero senza scrupoli lo accusò di aver convinto un pensionato a lasciargli i suoi beni. Non solo le accuse si rivelarono infondate, ma una piccola parte fu giustamente ridistribuito a cause meritevoli anglicane.
Dopo la morte di Yeatman-Biggs, una sua effigie in bronzo fu commissionata da Hamo Thornycroft, è stato l'unico artefatto che è sopravvissuto intatto al bombardamento della Cattedrale di Coventry nel 1940.

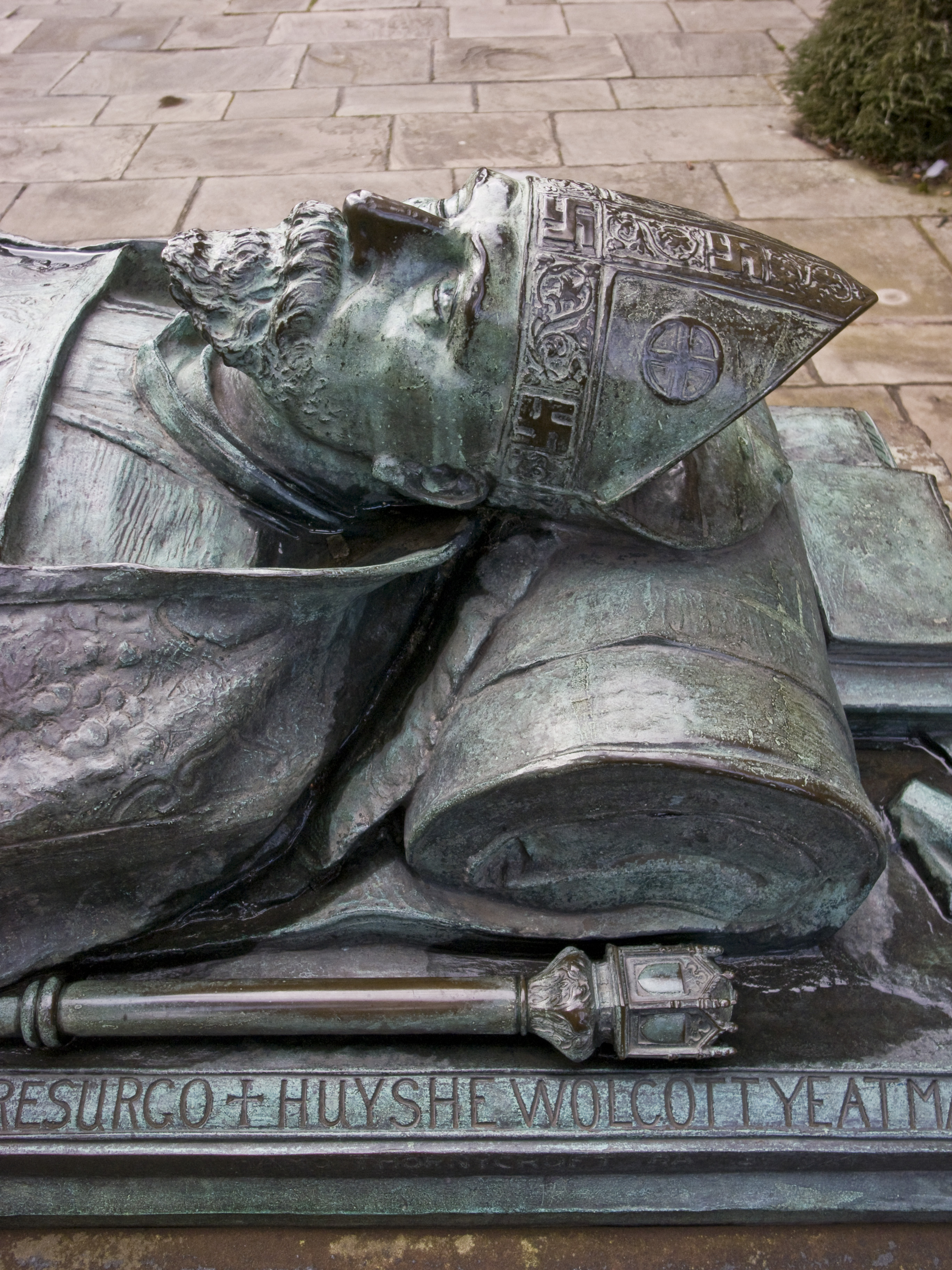
Effigie di Yeatman-Biggs